# Textiltekniker
Textiltekniker är en person med textilteknisk utbildning från textiltekniskt institut eller vävskola. I Sverige inhämtades sådan utbildning vid Lennings Textiltekniska Institut i Norrköping, Vävskolan i Borås och Nordiska Textilakademin i Borås.